# Accipiter ventralis
El gavilán andino  o gavilán de pecho liso  (Accipiter ventralis) es una especie de ave Accipitriforme de la familia Accipitridae. 

## Taxonomía
Considerado como una subespecie del Accipiter striatus, junto con el Accipiter erythronemius y el Accipiter chionogaster; diversos autores los han catalogado como  nuevas especies basándose en su diferente morfología, área de distribución y comportamiento

## Descripción
Los machos miden entre 24 y 30 cm de longitud, entre 52 y 58 cm de envergadura y su peso ronda los 110 gr. Las hembras son se mayor tamaño y llegan a duplicar el peso de los machos.
Tienen anchas cortas y anchas y su cola es larga, de forma rectangular y con un barrado grueso en gris y negro. Las plumas primarias y secundarias son de color gris pálido, con un barrado en negro. Sus patas son de color amarillo, el pico es negro y su base o ceres, es de color amarillo.
La variación más común de su plumaje es la de fase oscura, con las partes superiores color gris oscuro, casi negro, mientras que las inferiores son blancas con un barrado oscuro o moteado rojizo. En las hembras el tono del plumaje del pecho y vientre es más pálido que en los machos.
Los ejemplares con plumaje de fase clara tienen la parte superior de color gris azulado y la inferior de color blanca con moteado rojizo.

## Hábitat
Habita en las montañas costeras de Venezuela y Colombia y en la cordillera de los Andes, a través de Ecuador, Perú y Bolivia, casi siempre en altitudes de 300 a 3 000 m, aunque no es raro verlos incluso a nivel del mar.
Es una especie eminentemente sedentaria, aunque puede desplazarse en función de la disponibilidad de alimento.

## Alimentación
Su fisonomía de alas cortas y potentes le permiten volar con agilidad entre la espesura de los bosques en los que caza a sus presas, normalmente aves de pequeño tamaño, aunque también se alimenta de pequeños mamíferos, anfibios, reptiles e insectos.